# Cavillatrix gymnops
Cavillatrix gymnops là một loài ruồi trong họ Tachinidae.